# Viaduc de Pietrasecca
Le viaduc de Pietrasecca (en italien viadotto Pietrasecca) est un pont en poutre-caisson autoroutier de l'A24 situé à proximité de Carsoli, dans les Abruzzes (Italie).

## Histoire

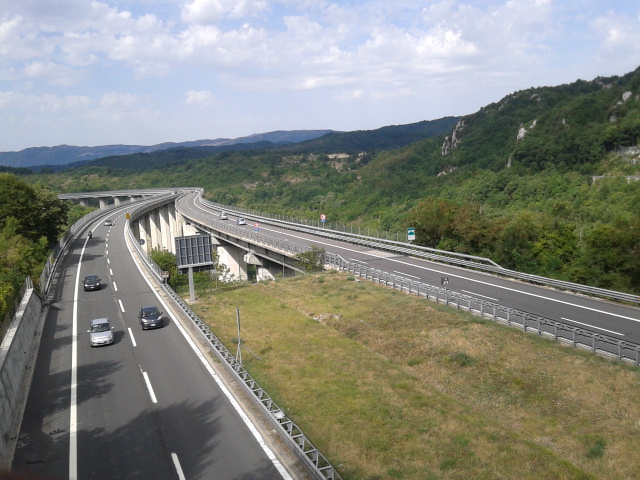
Le viaduc de Pietrasecca en 15 août 2015.

Le viaduc de Pietrasecca, qui tire son nom du village homonyme, est le second ouvrage de l'autoroute le plus long derrière le viaduc de Sant'Antonio (2 485 mètres),.
La construction des piles, atteignant une hauteur de 70 mètres, remonte à la fin des années 1960. Celles-ci se dressent au milieu d'une vallée suggestive et s'étendent sur près de deux kilomètres à travers un parcours en forme de S. Les dizaines de travées portant la chaussée ont une portée maximale de 45 mètres.
Le pont a été le théâtre de nombreuses tragédies, connu tristement sous le nom de « pont des suicides ». Et c'est précisément le nombre croissant de suicides qui conduisit le dirigeant de l'époque, l'ingénieur Bruni, à l'installation des grilles de protection particulièrement élevé le long du viaduc.